# Leucocyte
För leukocyter, se vita blodkroppar.
Leucocyte är ett musikalbum av Esbjörn Svensson Trio, utgivet 2008 av skivbolaget ACT. Esbjörn Svensson avled den 14 juni 2008 och albumet gavs sedan ut några månader senare. Bandet splittrades i och med Esbjörn Svenssons bortgång och albumet blev det näst sista de gav ut.
Albumet spelades in under två dagar i januari 2007, i Studios 301 i Sydney, Australien. Det är helt improviserat och skiljer sig på så vis från gruppens tidigare album, som har komponerats av Esbjörn Svensson.
Gruppen tilldelades för skivan 2009 års Grammis i kategorin "årets jazz" och OrkesterJournalens "Gyllene Skivan" för år 2008.

## Låtlista
Alla låtar är skrivna av Esbjörn Svensson, Dan Berglund och Magnus Öström.
1. Decade – 1:17
2. Premonition:
  1. Earth – 17:07
  2. Contorted – 6:18
3. Jazz – 4:17
4. Still – 9:55
5. Ajar – 1:36
6. Leucocyte:
  1. Ab Initio – 8:51
  2. Ad Interim – 1:00
  3. Ad Mortem – 13:08
  4. Ad Infinitum – 4:38

## e.s.t.
- Esbjörn Svensson – piano, elektronik, transistorradio
- Dan Berglund – kontrabas, elektronik
- Magnus Öström – trummor, elektronik, röst